# Suhoi Su-47

SU-47 «Berkut» (în rusă Су-47 «Беркут», însemnând acvilă de munte; cod NATO: Firkin) este un proiect de avion de vânătoare, invizibil pe radar, cu aripă cu săgeată negativă, construit în Rusia, care a făcut primul zbor experimental în septembrie 1997. Zborurile de testare s-au încheiat în decembrie 2001.
Din mai 2002, când biroul de proiectări Suhoi a câștigat licitația pentru noul avion de vânătoare al Forțelor Aeriene ale Rusiei, pe baza avionului SU-47 Berkut se dezvoltă un nou model de avion.

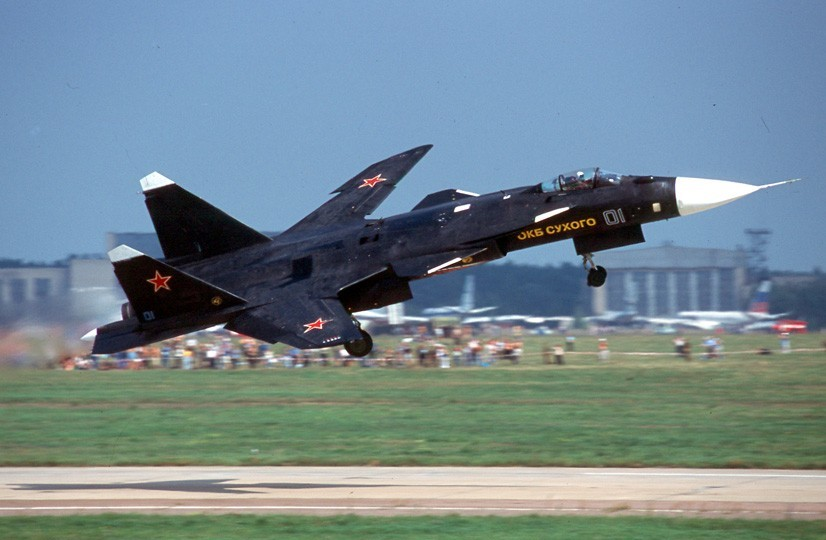